# Jakub Menšík
Jakub Menšík (n. 1 septembrie 2005, Prostějov⁠(d), regiunea Olomouc, Cehia) este un jucător profesionist de tenis ceh. Cea mai bună clasare a sa la simplu este locul 24 mondial în martie 2025, iar la dublu locul 386 mondial, în februarie 2025. În prezent, el este al 3-lea jucător al Cehiei la simplu.
Ca junior a ajuns în finala turneului de simplu de la Australian Open Junior din 2022⁠(d).

## Cariera profesională

### 2025: Primul titlu Masters, top 25
După ce a pierdut în runda a doua la Indian Wells, Mensik a concurat la nou înființatul Challenger 175 Copa Cap Cana, unde a ajuns în semifinale.
La Miami Open 2025 Mensik a ajuns în prima sa semifinală de Masters după victorii împotriva campionului de la Indian Wells și al șaselea favorit Jack Draper, Roman Safiullin și a compatriotului său Tomáš Macháč după retragerea acestuia, și apoi o altă victorie împotriva francezului Arthur Fils, al 17-lea favorit. Mensik a ajuns în prima sa finală de Masters învingându-l pe Taylor Fritz, al treilea favorit și nr. 4 mondial, înregistrând cea mai mare victorie a carierei sale. În finală, el l-a învins pe idolul și mentorul său, Novak Djokovic, în seturi directe, cu două tie-break-uri. Meciul a fost amânat cu cinci ore, din cauza ploii abundente. În timpul discursului de prezentare a trofeului, Jakub a menționat că, dacă nu ar fi fost unul dintre fizioterapeuții ATP, s-ar fi retras din turneu cu o oră înainte de primul său meci din cauza durerilor la genunchi. După ridicarea primului său trofeu la nivel de turneu, a ajuns în top 25 în clasamentul de simplu la 31 martie 2025..